# Dawson (Iowa)
Dawson – miasto w Stanach Zjednoczonych, w stanie Iowa, w hrabstwie Dallas.

## Demografia
W 2000 liczyło 155 mieszkańców. W 2023 liczba mieszkańców spadła do 110 osób, a gęstość zaludnienia poniżej 92 osób/km².